# NGC 2965
NGC 2965 est une vaste galaxie lenticulaire située dans la constellation du Petit Lion. NGC 2965 a été découverte par l'astronome germano-britannique William Herschel en 1788.

## Caractéristiques
Selon la base de données Simbad, NGC 2965 est une galaxie active qui contient un quasar (3C 264.0).

### Distance
Sa vitesse par rapport au fond diffus cosmologique est de 6 944 ± 18 km/s, ce qui correspond à une distance de Hubble de 102,4 ± 7,2 Mpc (∼334 millions d'al).

### Luminosité dans l'infrarouge
La luminosité de la galaxie NGC 2965 dans l'infrarouge lointain (de 40 à 400 µm)  est égale à 1,32 × 1010 {\displaystyle L_{\odot }} (1010,12{\displaystyle L_{\odot }}) et sa luminosité totale dans l'infrarouge (de 8 à 1 000 µm) est de 1,62 × 1010 {\displaystyle L_{\odot }} (1010,21{\displaystyle L_{\odot }}).